# Batracharta lempkei
Batracharta lempkei är en fjärilsart som beskrevs av Kobes 1983. Batracharta lempkei ingår i släktet Batracharta och familjen nattflyn. Inga underarter finns listade i Catalogue of Life.